# Вуянко Марко Зіновійович
Марко́ Зіно́війович Вуя́нко (26 серпня 1991, Івано-Франківськ — 30 квітня 2024) — український історик та військовослужбовець, молодший сержант 45-ї окремої артилерійської бригади ЗСУ, учасник російсько-української війни.

## Біографія
Вуянко Марко Зеновійович народився 26 серпня 1991 року в Івано-Франківську. У 1998 році пішов у Івано-Франківську ЗОШ І—III ст. № 5. З дитинства Марко цікавився історією та її дослідженням. Був переможцем Всеукраїнського конкурсу-захисту науково-дослідних робіт учнів — членів Малої академії наук України на секції археології.
У 2008 році вступив до Прикарпатського національного університету ім. В. Стефаника на факультет історії, політології і міжнародних відносин. У студентські роки був активним учасником дослідницьких археологічних експедицій, також був головою ГО «Молодіжний клуб „Свій“». Деякий час Марко працював науковим співробітником військово-історичного музею «Герої Дніпра».
Цікавився також туризмом та мандрівками. У 2013 році посеред зими вирушив у подорож уздовж Чорноморського та Азовського узбережжя на велосипеді від м. Вилкове до м. Маріуполь, подолавши понад 2000 км. Організовував туристичні поїздки для всіх охочих в Івано-Франківській області. Самотужки на велосипеді Марко проїхав від Івано-Франківська до Португалії через усю Європу, також здійснив пішу мандрівку Балканами.
Також брав участь у «Inside of Living» — піша експедиція через всю Україну від кордону з росією до Словаччини, що відбулась з 20 квітня по 21 липня.
Похід тривав 93 дні, в ході якого подолано близько 2000 км і відвідано понад 250 населених пунктів України.
З травня 2014 року по 2016 рік брав участь у проведенні антитерористичної операції в Донецькій та Луганській областях. У 2016 році був зарахований у резерв.
У 2018—2020 рр. працював у івано-франківському музеї «Герої Дніпра».

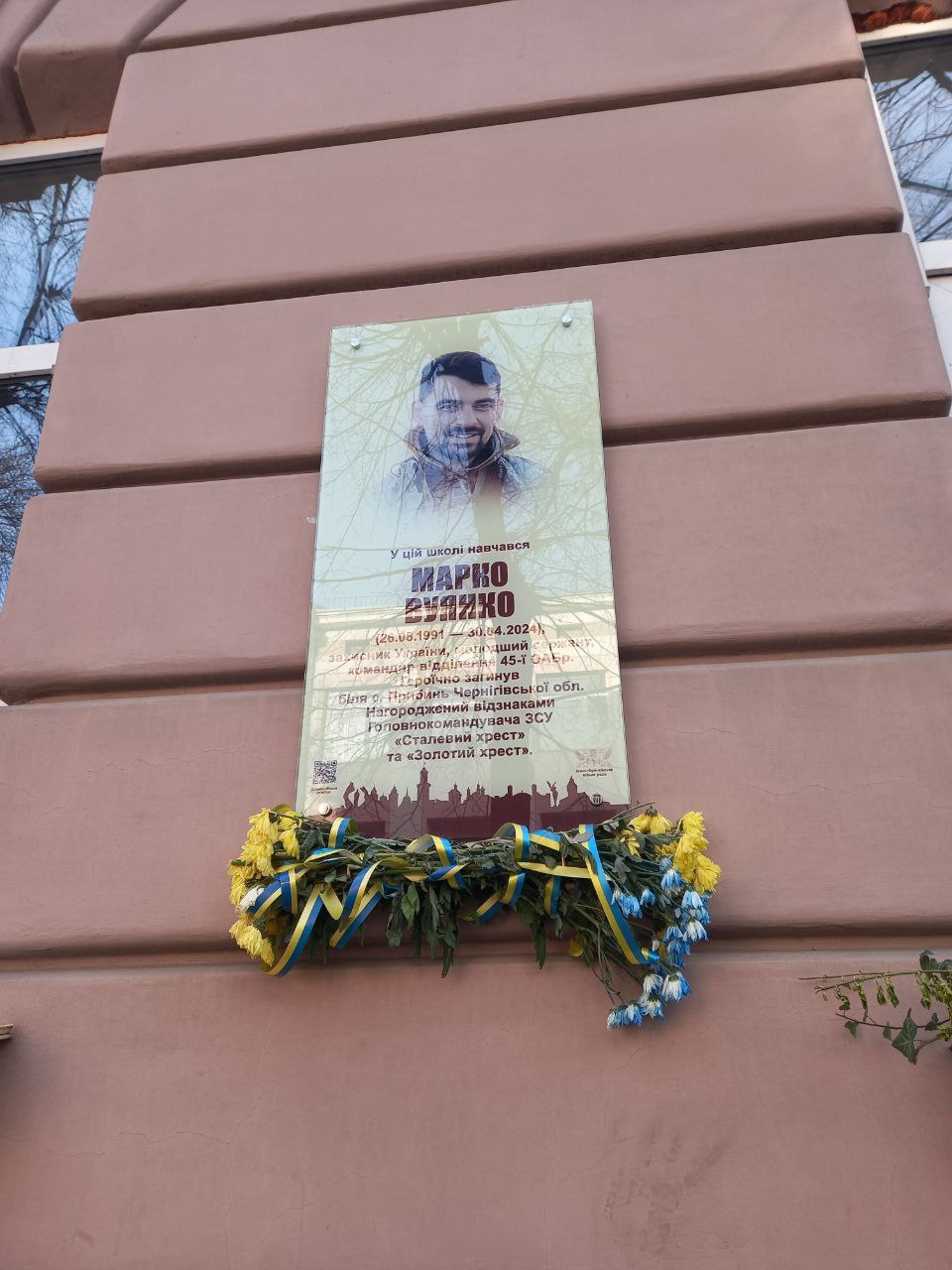
Меморіальна дошка на фасаді ліцею № 5 (Івано-Франківськ). 19 квітня 2025 р.

З 2020 року вирішив продовжити наукову діяльність та вступив до аспірантури Прикарпатського національного університету імені Василя Стефаника, де працював над темою «Традиційні шляхи сполучень в Українських Карпатах (70-ті рр. XVIII — початок XXI ст.)».
З 2022 по 2024 рік воював на посаді розвідника в Силах оборони України. Остання посада перед загибеллю — командир відділення 45-ї ОАбр.
Загинув 30 квітня 2024 року на Донбасі від враження ракетою «Іскандер».
Прощання відбулося в Кафедральному соборі Святого Воскресіння в Івано-Франківську. Його поховано на Алеї Героїв у селі Чукалівка.

## Нагороди
- Сталевий хрест
- Золотий хрест
- Орден «За мужність» III ступеня (посмертно) — Указ Президента України від 17 червня 2024 року № 354/2024 «Про відзначення державними нагородами України»[6].